# Vicente Martínez (pintor)
Vicente Martínez (Burgos, 1958), ciudad en la que reside en la actualidad. Aficionado a la pintura desde muy joven, presenta su obra por primera vez en público en el año 1997 y en la actualidad ya ha participado en numerosas exposiciones tanto individuales como colectivas, por todo el país.

## Biografía
Su pintura evoluciona desde una concepción clásica del bodegón en una primera época, hasta el momento actual en el que trata los objetos que representa de una forma realista pero en composiciones sumergidas en espacios surrealistas o abstractos.
“Con los cuadros trato de despertar recuerdos que evoquen la infancia, la vida de los pueblos, los oficios perdidos, utilizando objetos que ya no vemos, pero que forman parte de nuestro pasado más próximo, triciclos, viejas cestas de mimbre, niños que miran, vehículos antiguos, o un simple corderito, dejan su aparente soledad para convertirse en protagonistas de un mundo inocente y fantástico, que pueda inducir en el espectador una inquietud o una añoranza”.
Una pintura en definitiva amable, que atrapa la mirada del espectador y la despierta hacia un mundo distinto pero a la vez “todavía muy cercano”.´